# Programa de Perforación Oceánica

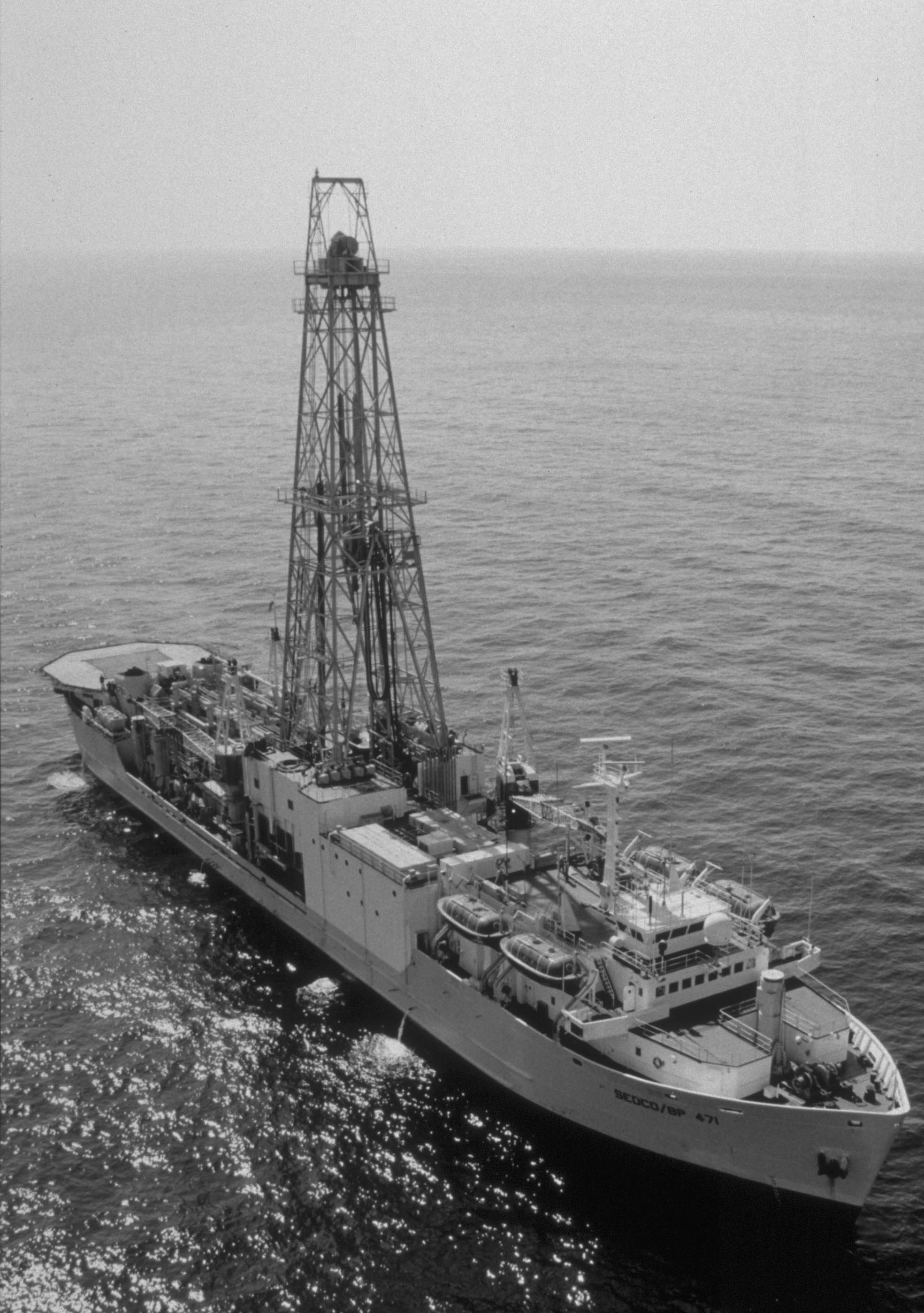
Joides Resolution.

El programa de perforación oceánica (acrónimo en inglés ODP) fue un esfuerzo internacional cooperativo para explorar y estudiar composiciones y estructuras del fondo oceánico. El ODP, que comenzó en 1985, fue directo sucesor del altamente exitoso Deep Sea Drilling Project iniciado en 1968 por EE. UU, y con la cooperación internacional de Australia, Alemania, Francia, Japón, Reino Unido, y el Consorcio ESF de Perforado Oceánico (ECOD) incluyendo a 12 países más. El programa usó la perforadora Joides Resolution (JOIDES=Joint Oceanographic Institutions for Deep Earth Sampling) en 110 expediciones (pozos) para recolectar cerca de 2.000 muestras del subsuelo marino, de los mayores accidentes geológicos del mundo. Los descubrimientos en las perforaciones permiten nuevas cuestiones e hipótesis, como nuevas disciplinas en ciencias de la Tierra en el campo de la paleoceanografía. En 2004 el ODP se transforma en el Integrated Ocean Drilling Program (IODP).